# Aradippou
Aradippou (griechisch Αραδίππου) ist eine Stadtgemeinde (Δήμος Dímos) im Bezirk Larnaka in der Republik Zypern. Zum Zeitpunkt der Volkszählung im Jahr 2021 hatte sie 22.932 Einwohner.

## Geographie

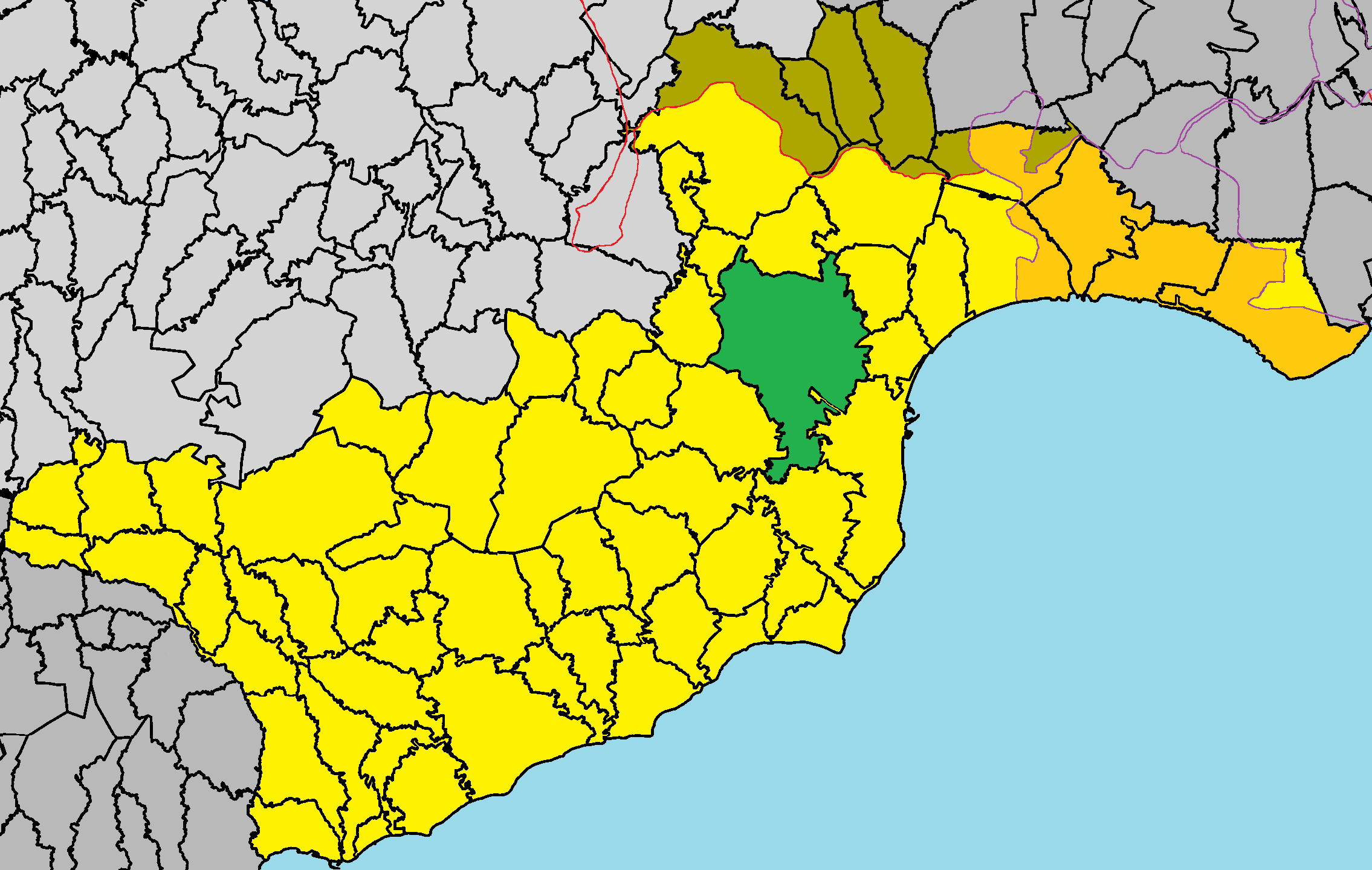
Lage im Bezirk Larnaka

Die Gemeinde liegt im Südosten der Insel Zypern, nur wenige Kilometer nördlich der Stadt Larnaka. Durch die Lage im Großraum Larnaka ist die Stadt in den vergangenen Jahrzehnten stark gewachsen, die Grenzen zwischen Aradippou und Larnaka sind durch Bebauung nahezu verschmolzen. Neben Wohngebieten befinden sich mehrere Industriegebiete auf dem Gebiet der Gemeinde. Der Nordteil des Gemeindegebiets ist dagegen ländlich und durch Landwirtschaft und sanfte Hügel geprägt. Insgesamt hat Aradippou eine Fläche von etwa 55,33 km².
Aradippou grenzt im Uhrzeigersinn an Avdellero im Norden, Troulli im Nordosten, Kellia und Livadia im Osten, die Städte Larnaka und Dromolaxia–Meneou im Süden, Kalo Chorio im Westen und an Kosi im Nordwesten.

### Gemeindegliederung
Die Stadtgemeinde gliedert sich in folgende Gemeindeteile: Agios Fanourios, Apostolos Loukas und Vlachos. Vlachos ist der südlichste Teil von Aradippou, Agios Fanourios liegt in etwa in der Mitte. Der größte Gemeindeteil ist Apostolos Loukas, es umschließt das Zentrum der Gemeinde und den gesamten Nordteil, der zum größten Teil unbesiedelt ist.

### Verkehr
Durch die Lage an mehreren Verkehrsknotenpunkten hat die Stadt eine gute Verkehrsanbindung. Direkt westlich kreuzen sich die Autobahn 2 und die A3, wodurch eine direkte Autobahnanbindung in Richtung Nikosia, Ostzypern bis Agia Napa und Westen in Richtung Limassol und Paphos gegeben ist. Im Stadtteil Vlochos endet außerdem die Autobahn 5. Daneben verbinden die Hauptstraßen B2 und die B5 Aradippou mit dem Zentrum von Larnaka. Über die A3 kann der südlich bei Larnaka gelegene Flughafen Larnaka erreicht werden. Es ist der bedeutendste Flughafen der Insel und bietet internationale Passagier- und Frachtverbindungen an.

## Geschichte
Im Ort wurden Funde aus verschiedenen Epochen gemacht, die die lange Geschichte der Gegend belegen.
Bis zur türkischen Invasion 1974 war die Stadt hauptsächlich von Bauern bewohnt, bis sich die Wirtschaft in der Folgezeit stark entwickelte.
1986 wurde die Gemeinde Aradippou offiziell gegründet.

### Bevölkerungsentwicklung
Die folgende Tabelle zeigt die Bevölkerung von Aradippou, wie sie in den in Zypern durchgeführten Volkszählungen erfasst wurde.
| Jahr      | 1881 | 1891 | 1901 | 1911 | 1921 | 1931 | 1946 | 1960 | 1976 | 1982 | 1992 | 2001   | 2011   | 2021   |
| Einwohner | 1225 | 1338 | 1534 | 1884 | 2051 | 2373 | 3164 | 3632 | 9937 | 4899 | 7183 | 11.425 | 19.199 | 22.932 |

## Sport
In der Stadt ist der Fußball-Erstligist Ermis Aradippou ansässig. Daneben kommt der Fußballverein Omonia Aradippou, der meist in der zweiten Liga spielt, ebenfalls aus der Stadt.

## Städtepartnerschaften
Aradippou unterhält Partnerschaften mit folgenden Gemeinden:
- Mouresi (seit 2005[19])
- Neapoli (seit 2001[20])